# Alemann (Adelsgeschlecht)

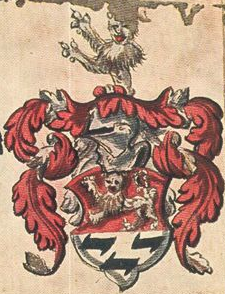
Stammwappen derer von Alemann (1559)

Alemann ist der Name einer alten Ratsherrenfamilie der Stadt Magdeburg, die in der Geschichte der Stadt eine Vielzahl an Würdenträgern und Bürgermeistern stellte.

## Geschichte
Die erste urkundliche Erwähnung der Familie stammt aus dem Jahr 1281. In dieser Urkunde wird für einen dem Rat beigeordneten Innungsmeister der Schuster- und Gerberinnung der Name Almannus genannt. Die Familie entwickelte sich im späten Mittelalter zur reichsten und einflussreichsten Familie der Stadt. Mit Heyne Alemann stellte sie ab 1363 auch erstmals den Bürgermeister. Bis 1385 bekleidete Heyne Alemann mehrmals das Amt des ersten und zweiten Bürgermeisters. Weitere Mitglieder der Familie besetzten im Laufe der Geschichte die verschiedensten Funktionen in der städtischen Verwaltung, wie Kämmerer, Schöffe und Schultheiß. Bedeutendster Bürgermeister aus der Familie war wohl Heine Alemann, der als erster bzw. zweiter Bürgermeister von 1527 bis 1542 und von 1545 bis 1554 fungierte. In seine Amtszeit fiel somit auch die abgewehrte Belagerung der Stadt in den Jahren 1550/51. Ein weiteres bekanntes Familienmitglied war der am Anfang des 17. Jahrhunderts tätige Schöffe Jakob Alemann. Dessen Tochter Margarethe Alemann heiratete 1626 den bekannten Physiker und Bürgermeister Magdeburgs Otto von Guericke.
Mit einem in Prag ausgestellten Diplom vom 9. März 1602 wurde die Familie geadelt. Das Ende der großen Bedeutung der Familie kam nur wenige Jahrzehnte später mit der Zerstörung Magdeburgs im Dreißigjährigen Krieg 1631. Mitgliedern der Familie wurde Verrat vorgeworfen. Viele Familienmitglieder verließen die Stadt und siedelten sich in anderen Regionen an. Ein Familienzweig siedelte sich im heute zu Magdeburg gehörenden Ort Benneckenbeck an. Am 21. November 1715 erhielt Johann Ägidius Alemann, königlich-polnischer und kurfürstlich-sächsischer Vizebergdirektor, den Freiherrenstand mit Prädikat „Wohlgeboren“ und einer Wappenbesserung verliehen. Mit Friedrich Adolph von Alemann brachte die Familie dort 1797 einen bekannten Forstwirtschaftler hervor. Die heute noch bestehende Familie umfasst circa 100 Familienmitglieder.
In der Stadt Magdeburg wurde 1899 eine Straße als Alemannstraße zu Ehren von Mitgliedern der Familie benannt.

## Liste der Bürgermeister Magdeburgs aus der Familie Alemann
(nach Buchholz/Ballerstedt Magdeburger Bürgermeister)
- Heyne Alemann; gewählt in den Jahren: 1366, 1369, 1373, 1376, 1382, 1385
- Heine Alemann; 1477, 1480, 1483, 1486, 1489, 1492, 1495
- Hanß Alemann; 1498, 1501, 1504, 1507
- Hanß Alemann (senior); 1541, 1544, 1550
- Hanß Alemann (senior ?); 1547, 1553, 1556, 1559
- Heine Alemann (junior); 1545, 1548, 1551, 1554
- Thomas Alemann; 1563, 1566, 1569, 1572
- Martin Alemann I; 1579
- Hanß Moritz Alemann; 1580, 1583, 1586, 1589, 1592, 1595, 1598, 1601
- Caspar Alemann; 1582, 1585, 1588, 1591, 1594, 1597, 1600, 1603, 1606, 1609, 1620
- Johan Martin Aleman; 1608, 1611, 1614, 1617
- Martin Alemann II; 1612, 1615

Nach der Zerstörung Magdeburgs 1631:
- Martin Alemann, 1678 bis 1685

## Weitere Mitglieder der Familie von Alemann
- Johann Alemann (1618–1688), Jurist und kursächsischer Bergrat
- Joachim Ahlemann (1875–1934), evangelischer Pfarrer und Schriftsteller
- Marie von Alemann (1881–1964), Malerin in Wernigerode[1]
- Mechthild von Alemann (* 1937), Politikerin (FDP), Mitglied des Landtags von Nordrhein-Westfalen und des Europaparlaments
- Claudia von Alemann (* 1943), Filmemacherin
- Ulrich von Alemann (* 1944), Politologe und seit 1998 Professor an der Heinrich-Heine-Universität Düsseldorf
- Heine von Alemann (1941–2021), deutscher Soziologe und Herausgeber der Kölner Zeitschrift für Soziologie und Sozialpsychologie (KZfSS)

Nicht zur Magdeburger Familie von Alemann gehörten dagegen Johann Ernst von Alemann, Wilhelm August Alemann sowie deren Verwandte, obwohl sie in verschiedenen Veröffentlichungen zur Familie gezählt werden. Denn Wilhelm August Alemann ließ sich 1783 seinen Adelstand bestätigen, indem er in seinem Stammbaum eine in Wahrheit nicht existierende Verbindung zur Magdeburger Alemann-Familie darlegte. Dadurch wurde auch Wilhelm Augusts Verwandtschaft zu den Magdeburgern gezählt, inklusive Wilhelm Augusts Onkel Johann Ernst von Alemann, der durch König Friedrich Wilhelm I. „wegen des an ihm verspürten tapfern Muthes“ in den erblichen Adelsstand gehoben worden war. Richtig ist vielmehr, dass Johann Ernst, Wilhelm August und ihre Verwandten aus einer Ravensberger Beamtenfamilie stammten.

## Wappen
- Blasonierung des Stammwappens: Von Rot und Silber geteilt. Oben ein silberner Löwe, unten drei (2:1) schwarze Wolfseisen. Auf dem rot-silbern bewulsteten Helm mit rot-silbernen Helmdecken der silberne Löwe wachsend.
- Blasonierung des Freiherrenwappens von 1715: Geviert mit einer roten gebogenen Spitze von unten, darin eine silbern gekleidete wachsende Frau mit Lorbeerkranz auf dem Haupt, in der Rechten ein Lorbeerkranz haltend, die Linke eingestemmt. Feld 1 in Blau eine silberne Bischofsmitra, Feld 2 in Rot ein silberner gekrönter Löwe, Feld 3 von Silber und Blau dreimal schränkrechts geteilt; Feld 4 in Silber drei (2:1) schwarze Wolfseisen. Auf dem Schild die Freiherrnkrone. Darüber zwei gekrönte Helme: I. mit blau-silbernen Decken die Frau mit Lorbeerkranz wachsend, II. mit rot-silbernen Decken der silberne gekrönte Löwe wachsend.

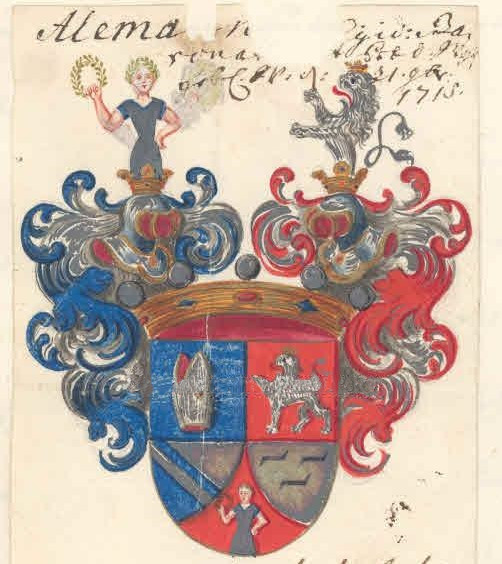
Freiherrenwappen derer von Alemann (1715)
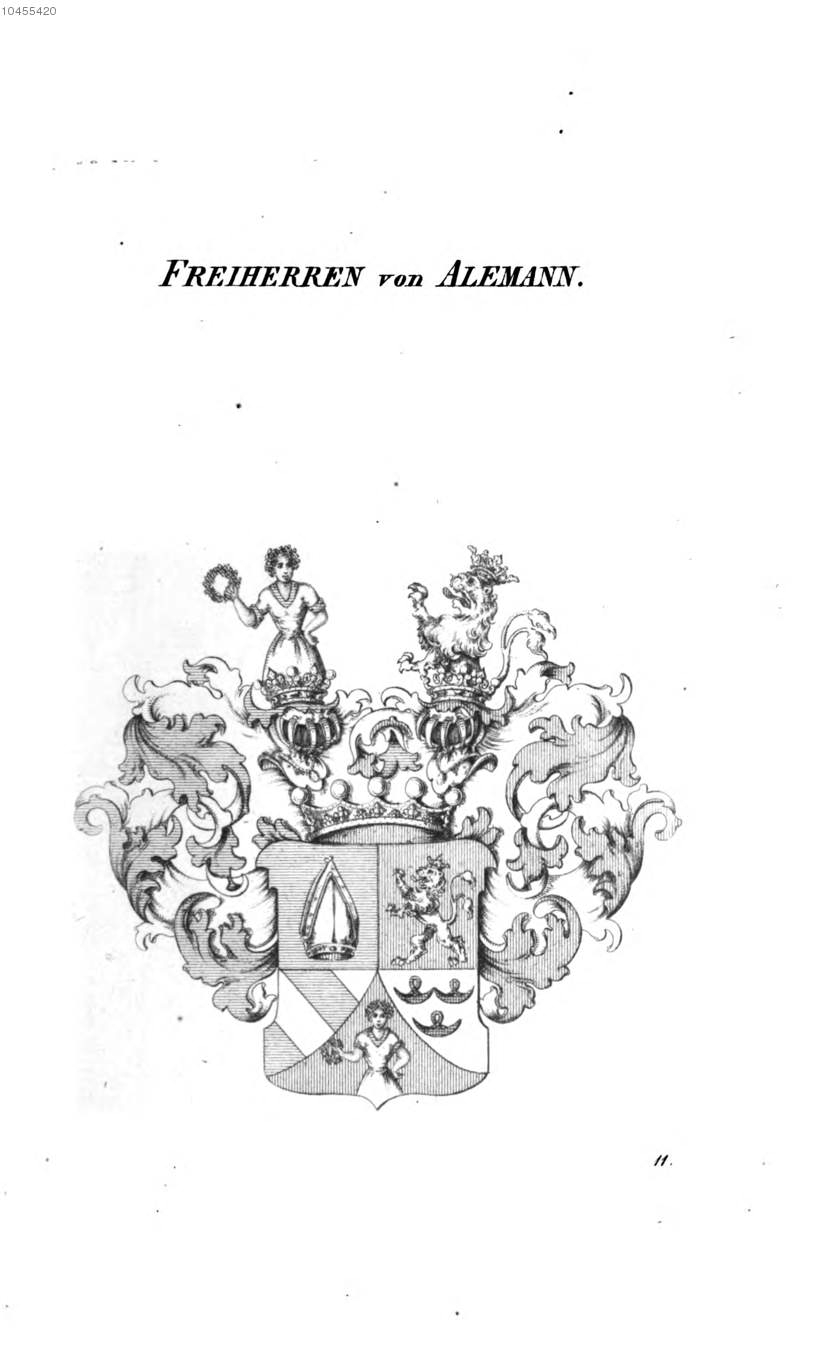
Freiherrenwappen derer von Alemann bei Tyroff
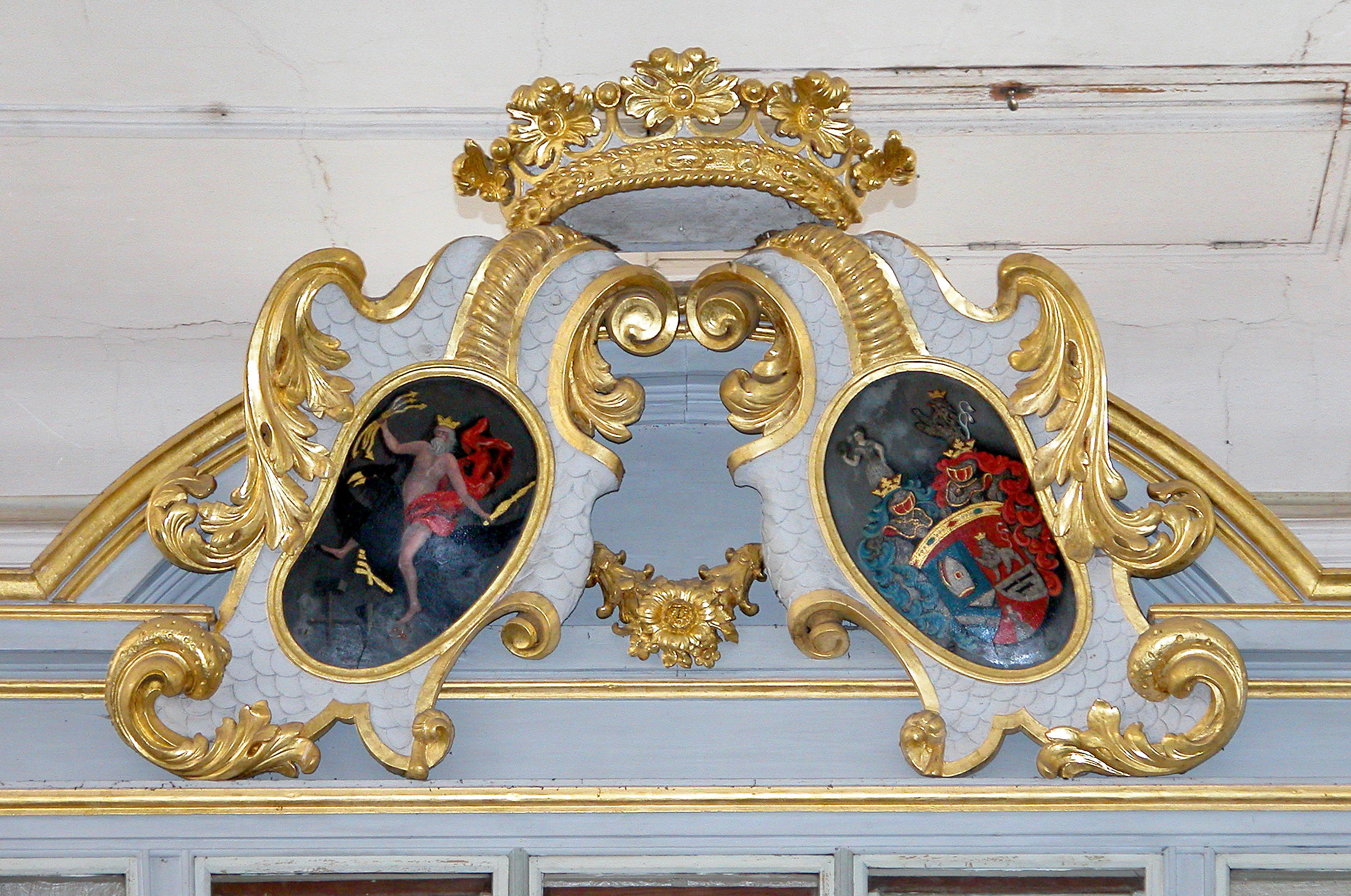
Freiherrenwappen derer von Alemann in der Kirche Zur Heiligen Dreieinigkeit, Schmiedeberg (Dippoldiswalde)